# Међународни часопис o смањењу ризика од катастрофа
Међународни часопис o управљању ризицима од катастрофа или Internаtional Journal of Disaster Risk Management (IJDRM) основан је у току 2018. године и намењен је публиковању научних радова из области студија, политика и управљања у условима катастрофа. Пружа платформу за академике, истраживаче, креаторе политике и практичаре да објављују квалитетна истраживања и праксе у вези са природним и антропогеним катастрофама, и кризним ситуацијама широм света. Часопис помера интердисциплинарне границе и промовише комуникацију, сарадњу и тимски рад између професија и дисциплина како би се избегли (превенција) или ограничили (ублажавање и спремност) негативни утицаји опасности, у оквиру широког контекста одрживог развоја. Часопис охрабрује размену идеја и искустава, смањује ризик од катастрофа и гради отпорност заједнице у контексту одрживог развоја.